# علی‌آباد (زنجان)
 علی‌آباد (زنجان)، روستایی از توابع بخش زنجانرود شهرستان زنجان در استان زنجان ایران است.

## جمعیت
این روستا در دهستان غنی‌بیگلو قرار دارد و براساس سرشماری مرکز آمار ایران در سال ۱۳۹۵، جمعیت آن ۸۹ نفر (۲۲خانوار) بوده‌است.
نام خانوادگی بیشتر اهالی روستا باقری و بهلولی و احمدی می‌باشد.
آب و هوای علی آباد در پاییز و زمستان سرد و پر بارش و در تابستان خنک می‌باشد.
از محصولات باغی این روستا می‌توان به گردو زرد آلو انگور سیب و هلو اشاره کرد.
جمعیت این روستا در تابستان تا دو برابر افزایش مییابد.در گذشته بیشتر ساکنان این روستا به قم کرج زنجان و شهریار مهاجرت کرده‌اند.